# Chondżeszt
Chondżeszt (pers. خنجشت) – miejscowość w Iranie, w ostanie Fars. W 2006 roku miejscowość liczyła 2366 mieszkańców w 534 rodzinach.